# Ray Collins
Ray Collins (19 de novembro de 1936 - 24 de dezembro de 2012) foi um músico e cantor norte-americano.